# Filippo Graziani
 (avril 2018).
Si vous disposez d'ouvrages ou d'articles de référence ou si vous connaissez des sites web de qualité traitant du thème abordé ici, merci de compléter l'article en donnant les références utiles à sa vérifiabilité et en les liant à la section « Notes et références ».
Pour les articles homonymes, voir Graziani.
Filippo Graziani, né à Rimini le 26 juin 1981, est un chanteur italien. Il est le fils du chanteur et musicien Ivan Graziani.

## Discographie
- 2011 : Filippo canta Ivan Graziani
- 2014 : Le cose belle
- 2017 : Sala giochi